# Täby
Täby è una città (tätort) della Svezia centrale, situata nella contea di Stoccolma; è il capoluogo amministrativo della municipalità omonima.
Parte del suo territorio si estende sulle municipalità confinanti di Danderyd e Sollentuna.